# Jean Vourc'h
Pour les articles homonymes, voir Vourc'h.
Jean Vourc'h, né le 27 février 1920 à Plomodiern dans le Finistère, mort le 29 août 1944 au Mans, est un sous-officier des Forces françaises libres pendant la Seconde Guerre mondiale, Compagnon de la Libération.

## Biographie
Né le 27 février 1920 à Plomodiern, Jean Vourc'h est un des neuf enfants d'Antoine Vourc'h, médecin, résistant, député et sénateur. Il est le frère du résistant et médecin Guy Vourc'h.
Jean Vourc'h est pensionnaire à Quimper pour ses études, au collège Saint-Yves ; puis il part en Vendée pour des cours d'agriculture coloniale.

### Campagne de 1940
Lors de la Seconde Guerre mondiale, il s'engage dans l'armée en décembre 1939. Affecté au 19e régiment d'Infanterie, il prend part comme caporal à la campagne de France. 
Blessé par un éclat d'obus dans la Marne le 12 juin 1940, il est hospitalisé à l'hôpital du Puy en juin et juillet. Il passe ensuite sa convalescence en Bretagne.

### Avec la France libre
Jean Vourc'h décide alors de répondre à l'appel du général de Gaulle. Il passe en Angleterre après une traversée difficile avec son frère Guy Vourc'h et plusieurs camarades. À leur arrivée à Londres, ils sont reçus par d'Estienne d'Orves. Jean Vourc'h s'engage dans les Forces françaises libres le 5 novembre 1940.
D'abord instructeur au bataillon de chasseurs de Camberley, il est nommé en août 1941 au Régiment de tirailleurs sénégalais du Tchad (RTST), qu'il rejoint à Pointe-Noire en 2 octobre 1941, dans la 3e compagnie de découverte et de combat du RTST.
Il participe en 1942-1943, dans la 12e compagnie portée de ce régiment, aux campagnes du Fezzan, de Tripolitaine et de Tunisie, avec la « Force L » du général Leclerc. Il s'y distingue particulièrement au Djebel Melab le 24 mars 1943 à la tête de quelques hommes en mettant en fuite une compagnie de l'Afrika Korps.
Il prend part à la réorganisation et au réarmement en Tunisie de son régiment, renommé régiment de marche du Tchad et incorporé à la 2e division blindée. Ils partent ensuite pour l'Angleterre, et suivent les entraînements intensifs en prévision du débarquement en Normandie.

### Débarquement, combats pour la Libération
C'est le 4 août 1944 qu'il y débarque, comme sergent-chef, à Grandcamp. Volontaire pour toutes les missions demandées, il se fait particulièrement remarquer pendant les combats du 10 et du 11 août devant Argentan, entraînant plusieurs fois ses hommes à l'attaque de groupes de mitrailleuses allemandes. 
La ville une fois prise, la lutte continue vers Paris. Jean Vourc'h est chargé le 23 août de soutenir avec les huit hommes qui lui restent, un peloton d'auto-mitrailleuses en difficulté près de Versailles, à Voisins-le-Bretonneux. Il arrive à repousser les ennemis malgré leur nombre, et dirige les opérations avec l'aide d'un peloton de chars légers, mais est blessé par balle à la poitrine pendant qu'il observait les ennemis avec ses jumelles. Ayant d'abord refusé d'être évacué, il est de nouveau blessé, atteint par des éclats d'obus, et hospitalisé au Mans. Il y meurt cinq jours après, le 29 août 1944. Il est enterré à Plomodiern.
Il est créé Compagnon de la Libération à titre posthume en mars 1945.

## Hommages et distinctions

### Décorations
- Chevalier de la Légion d'honneur.
- Compagnon de la Libération à titre posthume par décret du 7 mars 1945[2].
- Médaille militaire.
- Croix de guerre 1939–1945, quatre citations.
- Médaille coloniale avec agrafe « Fezzan-Tripolitaine ».
- Insigne des blessés militaires.
- Military Medal (Royaume-Uni).

### Autres hommages
- À Voisins-le-Bretonneux, une plaque est apposée en 1947, rappelant son sacrifice et celui de Danton Jouglard[3].
- Également à Voisins-le-Bretonneux, la « rue Jean-Vourc'h » commémore son nom.
- La sixième promotion de l'École nationale des sous-officiers d'active (septembre 1964 - février 1965) porte elle aussi son nom : « Adjudant Vourc'h »[4].